# Amarbayasgalant Khiid
Le monastère d'Amarbayasgalant ou « monastère de félicité tranquille », est un des trois plus grands centres bouddhistes de l'école Gelugpa du bouddhisme tibétain en Mongolie. Il est localisé près de la rivière Selenga dans la vallée d'Iven, au pied du mont Buren-Khaan.
Construit entre 1727 et 1736, c'est un des rares monastères avoir échappé partiellement à la destruction de 1937, après quoi seuls les bâtiments de la section centrale sont demeurés. Les contenus entiers : le tankas, les statues et les manuscrits ont été pillés par les communistes ou cachés jusqu'à des temps plus cléments. Le travail de restauration a commencé en 1988 et certaines des nouvelles divinités ont été commandées à New Delhi en Inde.
Le monastère a été construit au début pour déposer les restes de Zanabazar, le premier Bogdo Gegen. Contrairement au monastère d'Erdene Zuu, qui est composé d'un ensemble de halls de temple de styles différents, Amarbayasgalant montre une grande unité stylistique. Le style général est chinois, avec des influences Mongole et tibétaine. Le plan général est symétrique et les bâtiments principaux se suivent l'un l'autre le long d'un axe nord-sud, et les bâtiments secondaires sont sur des axes latéraux parallèles. 
Le monastère et ses environs ont été inscrits sur la liste indicative au patrimoine mondial de l'Unesco depuis 2014. 

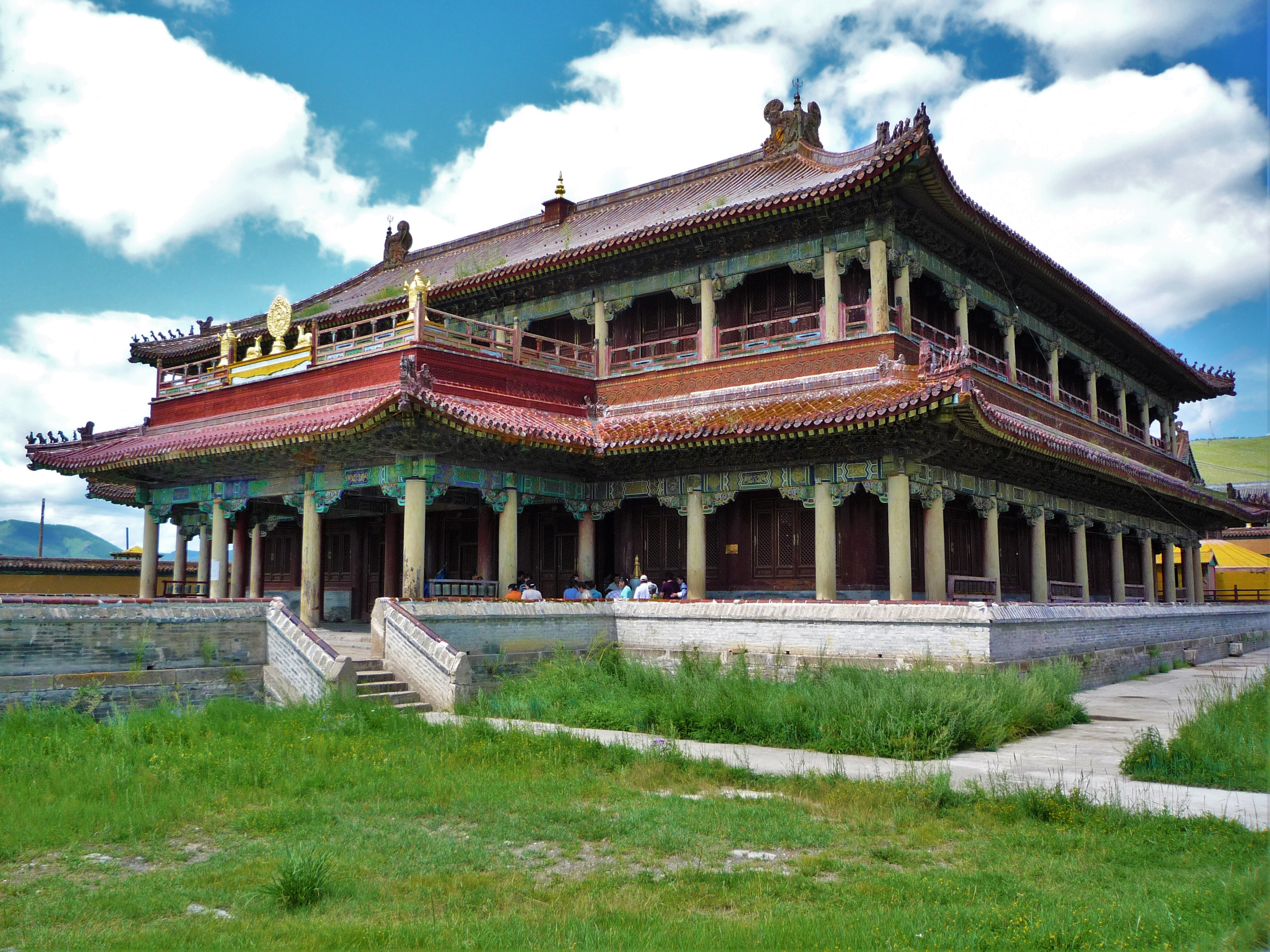
Temple du monastère